# Indicatif Roissy
Indicatif Roissy ist eine Komposition von Bernard Parmegiani, Mitglied der französischen Groupe de recherches musicales (GRM), aus dem Jahr 1971. Sie wurde auf der CD-Sammlung Archives GRM veröffentlicht.
Von seiner Eröffnung 1974 bis 2005 diente das nur fünf Sekunden lange Werk als das akustische Erkennungssignal des Flughafens Paris-Charles-de-Gaulle bei Roissy-en-France. Es wurde vor jeder Ansage im Terminal 1 eingesetzt. Das futuristische Klangsignal fungierte als gleichberechtigter Teil der multisensuellen Gestaltung des Flughafens und sollte den erlebten Eindruck des Raumes mitprägen.
Im Rahmen einer neuen Corporate Identity der Betreibergesellschaft Aéroports de Paris wurde der Indicatif Roissy 2005 durch eine Fünftonfolge ersetzt.